# Tadeusz Jarmuziewicz
Tadeusz Jarmuziewicz (ur. 21 września 1957 w Piławie Górnej) – polski polityk, inżynier, przedsiębiorca, poseł na Sejm III, IV, V, VI i VII kadencji (1997–2015), sekretarz stanu w resortach związanych z infrastrukturą (2007–2013), senator XI kadencji (od 2023).

## Życiorys
Syn Bolesława i Heleny. Z wykształcenia inżynier elektryk. W 1982 ukończył studia na Wydziale Elektrycznym Wyższej Szkoły Inżynierskiej w Opolu ze specjalizacją w zakresie przetwarzania energii elektrycznej, a w 2023 studia podyplomowe w Collegium Humanum – Szkole Głównej Menadżerskiej.
W latach 1982–1985 pracował jako konserwator maszyn cyfrowych w firmie ZETO w Opolu. Od 1985 do 1998 kierował jako prezes Przedsiębiorstwem Produkcyjno-Usługowo-Handlowym Fart. Brał udział w tzw. wojskowych maratonach, biegach przełajowych rozgrywanych na klasycznym dystansie 42 195 metrów, przy czym uczestnicy biegną w pełnym umundurowaniu, z ponad 10-kilogramowym plecakiem i bronią długą. W latach 1995–1996 był prezesem klubu sportowego Odra Opole, a w latach 1996–1997 wiceprezesem Opolskiej Izby Gospodarczej.
Zaangażował się w działalność polityczną w ramach Kongresu Liberalno-Demokratycznego, w 1993 kandydował z jego ramienia do Sejmu. Przez rok kierował organizacją wojewódzką i przewodniczył zarządowi wojewódzkiemu KLD w Opolu. W 1994 po połączeniu się tego ugrupowania z Unią Demokratyczną został członkiem Unii Wolności. Do 2001 pełnił funkcję wiceprzewodniczącego regionu opolskiego UW. W tym samym roku przeszedł do Platformy Obywatelskiej. Był m.in. członkiem zarządu regionu PO, a 13 stycznia 2006 objął funkcję rzecznika w tzw. gabinecie cieni PO (odpowiedzialnym za infrastrukturę).
W latach 1994–1997 zasiadał w radzie miasta Opola. W wyborach do Sejmu w 1997 uzyskał mandat poselski jako kandydat UW w okręgu opolskim. W wyborach w 2001 ponownie został posłem, tym razem jako kandydat PO. Po raz kolejny mandat uzyskał w wyborach w 2005. W Sejmie V kadencji był wiceprzewodniczącym Komisji Infrastruktury. W wyborach parlamentarnych w 2007 po raz czwarty został posłem, otrzymując w okręgu opolskim 18 447 głosów. 23 listopada 2007 został sekretarzem stanu w Ministerstwie Infrastruktury.
W wyborach w 2011 z powodzeniem ubiegał się o poselską reelekcję, dostał 14 022 głosy. Z dniem 23 listopada 2011 objął stanowisko sekretarza stanu w nowo utworzonym resorcie transportu, budownictwa i gospodarki morskiej. 17 czerwca 2013 został odwołany z tej funkcji. W wyborach samorządowych w 2014 zajął 3. miejsce spośród 6 kandydatów w wyborach na prezydenta Opola. Zrezygnował z kandydowania w wyborach parlamentarnych w 2015. W wyborach samorządowych w 2018 bez powodzenia kandydował do sejmiku opolskiego.
W wyborach w 2023 był kandydatem na senatora z ramienia Koalicji Obywatelskiej w okręgu nr 51. Został wybrany do wyższej izby polskiego parlamentu, otrzymując 88 689 głosów.

## Wyniki w wyborach ogólnopolskich
| Wybory | Komitet wyborczy  | Komitet wyborczy                | Organ             | Okręg | Wynik           |
| ------ | ----------------- | ------------------------------- | ----------------- | ----- | --------------- |
| 1993   |                   | Kongres Liberalno-Demokratyczny | Sejm II kadencji  | nr 30 | 156 (0,05%)     |
| 1997   |                   | Unia Wolności                   | Sejm III kadencji | nr 30 | 6667 (2,22%)    |
| 2001   |                   | Platforma Obywatelska           | Sejm IV kadencji  | nr 21 | 5340 (1,72%)    |
| 2005   | Sejm V kadencji   | Platforma Obywatelska           | 9635 (3,61%)      | nr 21 |                 |
| 2007   | Sejm VI kadencji  | Platforma Obywatelska           | 18 447 (5,01%)    | nr 21 |                 |
| 2011   | Sejm VII kadencji | Platforma Obywatelska           | 14 022 (4,39%)    | nr 21 |                 |
| 2023   |                   | Koalicja Obywatelska            | Senat XI kadencji | nr 51 | 88 689 (46,76%) |